# The Odd Church
The Odd Church är den svenska indiegruppen Hell on Wheels tredje album. Skivan släpptes 2006 och var Hell on Wheels första album på skivbolaget Hybris.
Från albumet släpptes singlarna "Come on" och "Alexandr".

## Låtlista

### The Odd Church
1. "Heard you on the Radio" (Rickard Lindgren, Hell on Wheels) - 4:07
2. "Perversion" (Rickard Lindgren, Hell on Wheels) - 3:18
3. "Alexandr" (Rickard Lindgren, Hell on Wheels) - 2:47
4. "As We Play" (Rickard Lindgren, Hell on Wheels) - 2:47
5. "5 More Times" (Rickard Lindgren, Hell on Wheels) - 2:55
6. "Come On" (Rickard Lindgren, [Hell on Wheels) - 4:14
7. "At Least You Still Pretend You Care" (Rickard Lindgren, Hell on Wheels) - 3:55
8. "Stealing Notes from the Devils Notebook" (Rickard Lindgren, Hell on Wheels) - 4:47
9. "Tuesday" (Vince Clarke) - 3:16
10. "Handing over Your Heart" (Rickard Lindgren, Hell on Wheels) - 5:12
11. "Frozen State" (Rickard Lindgren, Hell on Wheels) - 4:49